# Илим (урочище)
Илим — упразднённое в декабре 1976 года село, ныне урочище в Свердловской области Российской Федерации.

## Географическое положение
Урочище (бывшее село) расположено на территории современного городского округа город Нижний Тагил, в устье реки Илим на левом берегу реки Чусовая. На территории села, на берегу реки Чусовая, расположен геоморфологический и ботанический природный памятник — Илимский Камень. В окрестностях села на юго-западе расположено гора Головашки (365 метров).

## История
Село было основано в XVIII веке. Являлось селом лесорубов и плотогонов, волостным центром северо-западной части Екатеринбургского уезда Пермской губернии. В окрестностях села, в горе Головашки в XIX веке были обнаружены угленосные слои. В 1939 году пожаром была уничтожена большая часть села, но была вновь отстроено заново. В начале XX века проживало около 3 000 чел. С 1970-х годов село нежилое.
Решением облисполкома № 1099 от 30 декабря 1976 года село было исключено из учётных данных как прекратившее существование.
В настоящее время от села осталось лишь несколько фундаментов зданий, могилы старого кладбища, также памятник селу в виде стелы, часовня на месте разрушенного православного храма и сохранившаяся до наших дней старая пристань XVIII века.

## Илимская пристань
На реке Илим существовала судоверфь, на которой строились и отправлялись под погрузку на Ослянскую пристань барки. В настоящее время имеются остатки Илимской пристани. Высота пристани около 3 метров, длина пристани около 20 метров. В плане постройка напоминает букву «П» со скошенными углами.

## Свято-Троицкая церковь
В 1833 году была построена деревянная, однопрестольная церковь, которая была освящена в честь Святой Живоначальной Троицы. Храм был закрыт в 1932 году, а после снесён.